# Irmgard Sedler

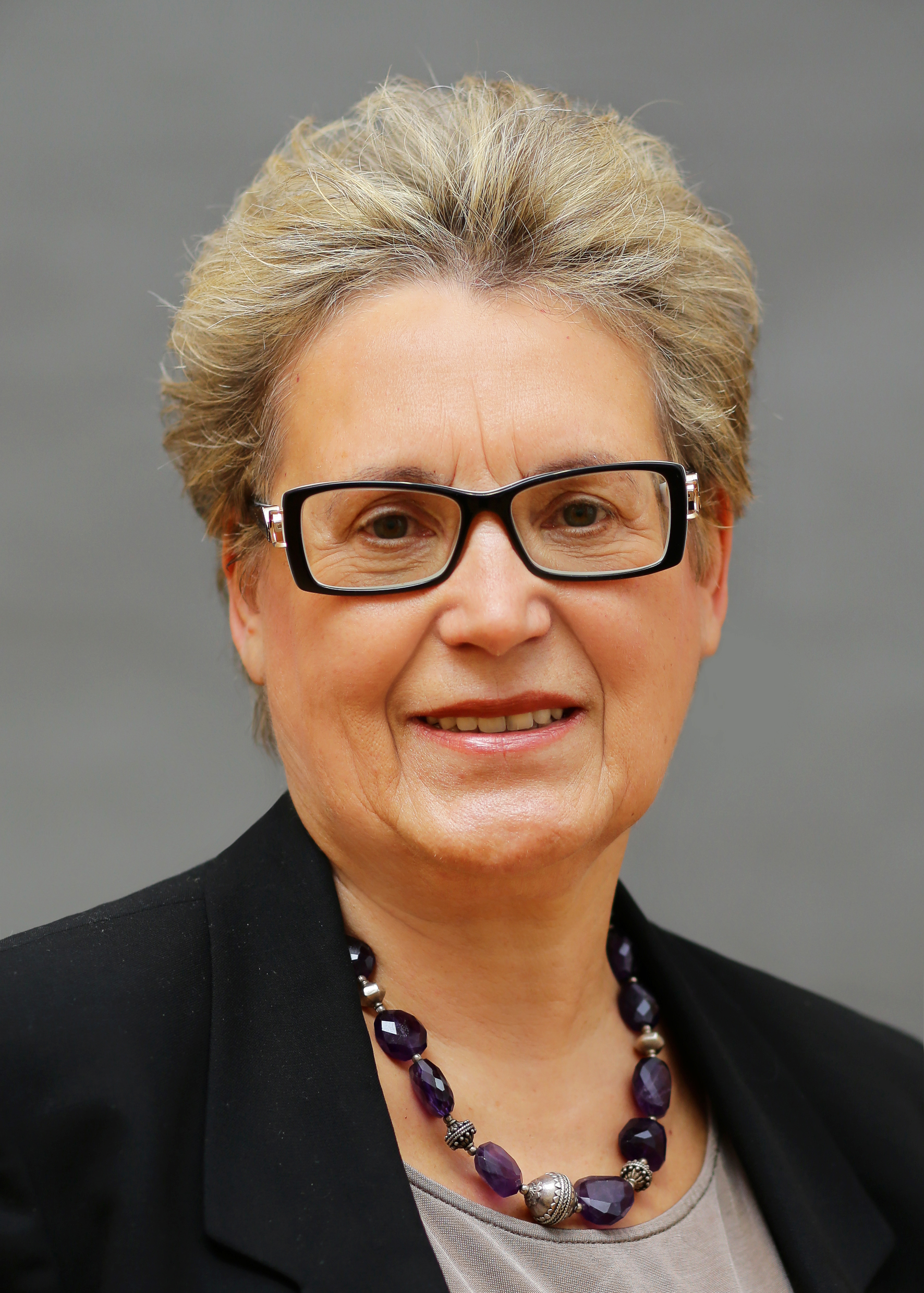
Irmgard Sedler (2014)

Irmgard Sedler (* 5. Mai 1951 in Alzen, Siebenbürgen, Rumänien) ist eine deutsche Volkskundlerin, Sachbuchautorin und Museumsleiterin.

## Leben
Irmgard Sedler wurde am 5. Mai 1951 in Alzen im siebenbürgischen Harbachtal geboren. Sie wuchs in protestantischer Familientradition auf, die Bewahrung und Beständigkeit prägte, in der zugleich aber auch durch Generationen von Baumeistern und Künstlern schöpferische Kreativität gelebt wurde.
Nach Abschluss des Samuel-von-Brukenthal-Gymnasiums in Hermannstadt folgte von 1971 bis 1975 ein Studium der Germanistik und Romanistik am Standort Hermannstadt der Klausenburger Babeș-Bolyai-Universität. Im Elternhaus der Großfamilie war Irmgard Sedler schon früh sächsisches Volksgut mit seinen Weisheiten, Versen und seinem Liederschatz zugewachsen, ebenso ein Wissen um die anderen Kulturen im multiethnischen Raum, deren Vertreter als Kunden oder Freunde im offenen Hause des Baumeistergroßvaters verkehrten. Die Vorlesungen in Volkskunde bei einem der führenden rumänischen Folkloristen, Gheorghe Pavelescu, wiesen dann den Weg zur wissenschaftlichen Auseinandersetzung mit dem reichen Fundus Volksgut.
Als junge Lehrerin in Alzen, wo sie nach dem ersten Staatsexamen Deutsch und Französisch unterrichtete, erlebte Irmgard Sedler die Faszination tradierter Lebensmuster und -ordnungen, zugleich auch deren Anpassungsfähigkeit unter den damaligen kommunistischen gesellschaftlichen Bedingungen. Im Jahr 1982 trat sie die Stelle als wissenschaftliche Mitarbeiterin an der Volkskundeabteilung des Brukenthal-Museums in Hermannstadt an. Auch in der kommunistischen Zeit hatte das Museum seinen Status als Nationalmuseum behalten. Irmgard Sedler übernahm die Kustodie über die siebenbürgisch-sächsischen Sammlungen im Hause, absolvierte gleichzeitig ein Aufbaustudium Fachrichtung Museumswissenschaften und Volkskunde an der Universität Bukarest, 1984 folgte ein Studienaufenthalt am Germanischen Nationalmuseum in Nürnberg. Promotion im Bereich Identitäts- und Kulturmechanismen im multiethnischen Raum Siebenbürgens.
1991 siedelte Irmgard Sedler mit ihrer Familie in die Bundesrepublik Deutschland aus. 1992 übernahm sie die Leitung des Schulmuseums Nordwürttemberg in Kornwestheim. Die Beschäftigung mit den Menschen dieser Region führte zu weiteren Recherchen. Mit einer Ausstellung zum Jubiläum württembergischer Eisenbahngeschichte wurde ihr 1996 auch die Stadtgeschichte Kornwestheims anvertraut. Ab 2003 übernahm sie zusätzlich die städtische Galerie. 2018 wurde sie in den Ruhestand verabschiedet.
Seit 1999 ist Irmgard Sedler Vorsitzende des Trägervereins des Siebenbürgischen Museums in Gundelsheim sowie Kuratorin zahlreicher Ausstellungen und musealer Einrichtungen in Deutschland, Russland, Rumänien und Österreich. Zudem ist sie Mitglied in mehreren wissenschaftlichen Kommissionen, deren Forschungsschwerpunkt die Geschichte, Kultur und Kunst Südosteuropas mit einschließt.

## Werke (Auswahl)
- Wer den Pfennig nicht ehrt… Schulsparen und Spardosen. Katalog zur gleichnamigen Wanderausstellung in Kornwestheim vom 4. Dezember 1997 bis 26. April 1998 sowie in Weißenfels vom 30. Mai bis 26. Juli 1998, hrsg. vom Schulmuseum Nordwürttemberg, Stadt Kornwestheim, Kornwestheim 1998, ISBN 3-922545-22-X; Inhaltsverzeichnis
- mit Ingrid Zein: Die Schillerschule und ihre Baugeschichte. In: Kornwestheimer Geschichtsblätter, Bd. 13 (2003), S. 13–16.
- Die Landler in Siebenbürgen. Gruppenidentität im Spiegel der Kleidung von der Mitte des 18. bis zum Ende des 20. Jahrhunderts (= Schriftenreihe der Kommission für Deutsche und Osteuropäische Volkskunde in der Deutschen Gesellschaft für Volkskunde. Bd. 87). Elwert, Marburg 2004, ISBN 3-7708-1265-4.
- Schulmuseum Nordwürttemberg Raum I: Geschichte der Schulbildung in Württemberg. Begleitheft zur Dauerausstellung. Kornwestheim 2010.
- Von J. Sigle & Cie. zur Marke Salamander. Leitfaden zur Ausstellung. (Ausstellung im Museum im Kleihues-Bau, 26. November 2011 bis 29. Juli 2012) Kornwestheim 2011, ISBN 978-3-9813806-4-4.
- LandschaftsReflexionen und KörperDynamik. Kornwestheim 2011.
- Günther C. Kirchberger – IM FOKUS. Stadt Kornwestheim, Museum im Kleihues-Bau 2013, ISBN 978-3-9816175-2-8.
- mit Martin Burkhardt: Im Zeichen des Salamander. Eine Firmengeschichte in Selbstzeugnissen. Stuttgart 2014, ISBN 3-17-022511-1.
- Gott und die Lust zur Mechanik: Zeitgenössische Künstler und das Erbe von Philipp Matthäus Hahn. 2015, ISBN 978-3-8030-3375-8.
- Noblesse & Raffinement. Der höfische Schuh im Barock und Rokoko. Wasmuth Tübingen 2019.